# طارق غول
طارف غول  (1975 الجزائر) هو لاعب كرة قدم جزائري.

## مسيرته الكروية
لعب طارق غول خلال مسيرته الاحترافية مع 3 أندية في 5 مواسم وسجل خلالها هدفين أثنين ضمن 48 مباراة. حيث فاز في موسمين بالكأس وموسمين بالدوري.
خاض طارق غول مسيرته مع نادي اتحاد الجزائر في موسم 2002–03 واستمر معه طيلة ثلاثة مواسم، مشاركًا في 37 مباراة سجل خلالها هدفًا واحدًا. ثم انتقل إلى نادي اتحاد البليدة في موسم 2004–05 لمدة موسم واحد، حيث شارك في 3 مباريات سجل خلالها هدفا وحيدًا أيضًا. لينتقل بعدها إلى نادي مولودية وهران (كرة القدم) في موسم 2005–06 لمدة موسم واحد، مشاركًا في 8 مباريات ولم يسجل أي هدف.

## روابط خارجية
- طارق غول على موقع قاعدة بيانات كرة القدم.إي يو (الإنجليزية)
- طارق غول على موقع ناشيونال فوتبول تيمز (الإنجليزية)